# Afterburner (альбом Dance Gavin Dance)
Afterburner — девятый студийный альбом американской постхардкор-группы Dance Gavin Dance, выпущенный 24 апреля 2020 года на лейбле Rise Records. Он стал продолжением восьмого студийного альбома группы Artificial Selection (2018). Сессии записи альбома проходили в течение трёх месяцев с августа по октябрь 2019 года с продюсером Крисом Крамметтом в студии Interlace Audio в Портленде, штат Орегон, а вокал был записан с продюсером Дрю Фулком в Лос-Анджелесе, штат Калифорния. Альбом считается музыкальным прогрессом группы, так как группа экспериментировала с фанком, латиной, рэпом и металкором, которые сопровождали их постхардкор и экспериментальный рок. Это последний студийный альбом группы, который был выпущен при жизни бас-гитариста Тима Фирика до его смерти в апреле 2022 года.
В поддержку альбома группа выпустила лид-сингл, «Prisoner», 21 февраля 2020 года. Второй сингл, «Strawberry’s Wake», был выпущен 12 марта. Ещё два сингла, «Lyrics Lie» и «Three Wishes», были выпущены в апреле. Альбом дебютировал на 14 месте в Billboard 200, за первую неделю было продано 24 000 копий. Первоначально группа объявила о весеннем туре 2020 года в поддержку альбома, который должен был пройти по Северной Америке и Европе, но он был отложен из-за пандемии COVID-19. Они отправились в Afterburner Tour, который прошёл в сентябре и октябре 2021 года при поддержке групп Polyphia, Veil of Maya, Eidola и Wolf & Bear. Инструментальная версия альбома была выпущена на цифровых и стриминговых сервисах 25 декабря 2021 года.

## Предыстория
Dance Gavin Dance выпустили свой восьмой студийный альбом Artificial Selection 8 июня 2018 года на лейбле Rise Records. Продвижение альбома включало тур весной 2019 года при поддержке Periphery, Don Broco, Hail the Sun, Covet и Thousand Below. Dance Gavin Dance также гастролировали в поддержку Underoath во время их хедлайнерского тура осенью 2018 года и выступили хедлайнерами на инаугурационном музыкальном фестивале Swanfest в Сан-Франциско.
22 марта 2019 года группа выпустила самостоятельный сингл «Head Hunter», сопровождаемый клипом. Другой сингл, «Blood Wolf», был выпущен 11 октября вместе с клипом. В октябре 2019 года вокалист группы Тилиан Пирсон подтвердил, что эти два сингла не войдут в девятый студийный альбом группы и не являются показателем звучания альбома.
31 мая 2019 года группа выпустила инструментальную версию Artificial Selection. С тех пор группа начала практику выпускать инструментальные версии своих студийных альбомов в последнюю пятницу каждого месяца: Mothership выходил 28 июня и так далее, завершившись Downtown Battle Mountain 27 декабря 2019 года. 30 августа 2019 года группа выпустила ремастированную версию своего альбома 2013 года Acceptance Speech, сопровождаемую инструментальной версией.

## Композиция
Afterburner называли постхардкором, прогрессивным роком, поп-роком, фанком, латинским роком и металкором.

## Отзывы
| Оценки критиков     | Оценки критиков |
| Источник            | Оценка          |
| ------------------- | --------------- |
| Discovered Magazine | 9/10            |
| Distorted Sound     | 9/10            |
| Kill Your Stereo    | 95/100          |
| New Transcendence   | 8/10            |
| Wall of Sound       | 9/10            |

Альбом получил в целом положительные отзывы музыкальной критики и интернет-изданий.
Afterburner был выпущен под одобрительные отзывы критиков. Алекс Сиверс из Kill Your Stereo написал, что альбом «замысловатый, запоминающийся, эмоциональный и обманчиво сложный» и является самым последовательным альбомом группы на сегодняшний день. «Это одновременно самая „Dance Gavin Dance“ запись, которую вы могли бы ожидать в наши дни, и в то же время содержит множество свежих идей и различных жанровых влияний, которые со вкусом усиливают их прогрессивное постхардкоровое звучание фанком, рэпом, латиной и поп-вибрациями». Wall of Sound дал положительную рецензию на альбом, сказав, что «они выдали инновационный альбом, который звучит как классический DGD и в то же время совсем не так». Энди Кац из Scene Daddy зашел так далеко, что сказал, что «это лучшая запись в карьере Dance Gavin Dance».
Afterburner не обошелся без критики даже среди положительных отзывов. Коннор Уэлш из New Transcendence написал: «Хотя он, возможно, не имеет той ценности повторного воспроизведения или ностальгической привлекательности, которую имеют некоторые из их предыдущих записей, Afterburner показывает, что Dance Gavin Dance работают слаженно — творческая единица со всеми цилиндрами — и создают сильный, солидный — хотя и безопасный — вклад в их герметичную дискографию».

## Список композиций
| №                   | Название                                      | Длительность |
| ------------------- | --------------------------------------------- | ------------ |
| 1.                  | «Prisoner»                                    | 3:46         |
| 2.                  | «Lyrics Lie»                                  | 3:56         |
| 3.                  | «Calentamiento Global»                        | 3:58         |
| 4.                  | «Three Wishes»                                | 3:28         |
| 5.                  | «One in a Million»                            | 3:41         |
| 6.                  | «Parody Catharsis»                            | 3:41         |
| 7.                  | «Strawberry's Wake»                           | 3:37         |
| 8.                  | «Born to Fail»                                | 3:28         |
| 9.                  | «Parallels»                                   | 3:36         |
| 10.                 | «Night Sway»                                  | 2:52         |
| 11.                 | «Say Hi»                                      | 3:51         |
| 12.                 | «Nothing Shameful» (при участии Andrew Wells) | 4:01         |
| 13.                 | «Into the Sunset» (при участии Bilmuri)       | 4:30         |
| Общая длительность: | Общая длительность:                           | 48:38        |

## Чарты
| Чарт (2018)                                  | Высшая позиция |
| -------------------------------------------- | -------------- |
| Австралия (ARIA)                             | 86             |
| Великобритания (UK Rock & Metal Albums, OCC) | 17             |
| США Billboard 200                            | 14             |
| США Top Rock Albums (Billboard)              | 1              |

| Чарт (2020)                     | Позиция |
| ------------------------------- | ------- |
| США Top Rock Albums (Billboard) | 87      |